# Theodor Reichmann
Theodor Reichmann (ur. 15 marca 1849 w Rostocku, zm. 22 maja 1903 w Marbach) – niemiecki śpiewak operowy, baryton.

## Życiorys
Studiował w Berlinie i Pradze, następnie był uczniem Francesco Lampertiego w Mediolanie. Na scenie zadebiutował w 1869 roku w Magdeburgu rolą księcia Otokara w Wolnym strzelcu Carla Marii von Webera. W kolejnych latach występował w Berlinie, Rotterdamie, Kolonii, Hamburgu i Strasburgu. Od 1875 do 1882 roku był członkiem zespołu opery dworskiej w Monachium. W latach 1882–1902 regularnie występował na festiwalu w Bayreuth. Zasłynął jako odtwórca roli Amfortasa w Parsifalu, którą kreował po raz pierwszy w trakcie prapremierowego przedstawienia tej opery w 1882 roku. W 1882 roku wystąpił w Londynie w roli Wotana w cyklu Pierścień Nibelunga, ponownie pojawił się tam w 1884 roku, debiutując na deskach Covent Garden Theatre jako Telramund w Lohengrinie. W latach 1883–1889 i 1893–1902 występował w Operze Wiedeńskiej, a w 1885 roku otrzymał Krzyż Kawalerski Orderu Franciszka Józefa. Od 1889 do 1893 roku śpiewał w nowojorskiej Metropolitan Opera, gdzie debiutował tytułową rolą w Holendrze tułaczu, a później kreował m.in. tytułowe partie w Wilhelmie Tellu Rossiniego i Don Giovannim W.A. Mozarta, hrabiego di Luna w Trubadurze Verdiego i Escamilla w Carmen Bizeta. Po raz ostatni wystąpił na scenie 11 sierpnia 1902 roku w Monachium jako Hans Sachs w Śpiewakach norymberskich.